# 寶龜
寶龜（770年10月23日—781年1月29日）是奈良時代光仁天皇之年號。

## 改元
- 神护景云四年十月初一（770年10月23日）：改元宝龟。
- 寶龜十一年十二月三十（781年1月29日）之翌日辛酉年正月初一（781年1月30日）：改元天應。

## 來源
光仁天皇即位之际，肥后国相次献上白龟，以记此事。
又，《尔雅》卷10·释鱼：“四曰宝亀”。

## 紀年
| 寶龜 | 元年  | 二年  | 三年  | 四年  | 五年  | 六年  | 七年  | 八年  | 九年  | 十年  | 十一年 |
| 公元 | 770年 | 771年 | 772年 | 773年 | 774年 | 775年 | 776年 | 777年 | 778年 | 779年 | 780年  |
| 干支 | 庚戌  | 辛亥  | 壬子  | 癸丑  | 甲寅  | 乙卯  | 丙辰  | 丁巳  | 戊午  | 己未  | 庚申   |

## 參看
- 日本年號索引
- 同期存在的其他政权的紀年
  - 大曆（766年十一月—779年十二月）：唐朝唐代宗之年號
  - 建中（780年正月—783年十二月））：唐朝唐德宗之年號
  - 大興（738年—794年）：渤海文王大欽茂之年號
  - 長壽（769年—779年）：南詔領袖閣邏鳳之年號